# Jean de Parme
Pour les articles homonymes, voir Jean de Parme (homonymie).
Jean de Parme (né à Parme vers 1209, mort le 19 mars 1289 à Camerino dans les Marches) est un moine franciscain italien, ministre général des franciscains de 1247 à 1257. Il est considéré comme bienheureux par l'Église catholique romaine et fêté localement le 19 mars.

## Biographie
Jean nait à Parme vers 1209 et reçoit l'éducation de son oncle, le chapelain de l'église Saint-Lazare de Parme. Ses progrès sont tels qu'il devient rapidement professeur de philosophie. Il rejoint l'Ordre des frères mineurs vers 1233, et est ordonné prêtre. Il enseigne ensuite la théologie à l'Université de Bologne, de Naples, puis de Paris, et assiste au premier concile de Lyon, en 1245. Au chapitre général de son ordre de 1247, tenu à Lyon, il est élu ministre général.
D'après Ange Clareno, son élection est accueillie avec joie par les survivants des premiers compagnons de François d'Assise, mais frère Égide s'exclame avec pessimisme : « Tu arrives à propos, mais un peu tard. » Sa première tâche est de visiter les différentes provinces de l'ordre. En Angleterre, il est reçu par Édouard I et en France, par Saint Louis, qui assiste également au chapitre général de Sens. Après avoir visité les provinces de Bourgogne et de Provence, il se rend en Espagne, quand le pape Innocent IV le rappelle pour lui confier une ambassade en Orient. Avant son départ, Jean convoque un chapitre général à Metz en 1249, où il promulgue de nouveaux statuts, visant à apaiser la querelle entre spirituels (partisans de la pauvreté absolue) et conventuels (partisans d'une évolution de l'ordre). Il est finalement envoyé en tant que légat à la cour de Constantinople pour travailler à la réunion de l'Église latine et de l'Église grecque. Il revient de sa mission en 1251.
À la même période, une forte querelle éclate entre les ordres mendiants et l'Université de Paris. Jean de Parme est à Paris en 1253 afin de rétablir la paix. En collaboration avec Humbert de Romans, le maître général des dominicains, il publie en 1255 à Milan une lettre recommandant l'harmonie entre les deux ordres. L'année précédente, le franciscain Gérard de Borgo San Donnino publie le Liber Introductorius ad Evangilium Aeternum (Introduction à l'Évangile éternel), une œuvre inspirée par la doctrine de Joachim de Flore. La condamnation du livre par la commission d'Anagni en 1255 compromet Jean de Parme, considéré comme l'auteur de l'ouvrage. Jean convoque un chapitre général à Rome, en 1257, où il abandonne son poste de ministre général. Prié par les capitulaires de leur désigner un successeur, Jean nomme Bonaventure de Bagnoregio, puis se retire dans l'ermitage de Greccio. 
Malgré sa retraite, il est accusé de joachimisme. Son procès est instruit à Pieve par Bonaventure lui-même et le cardinal Orsini, protecteur de l'ordre. Son procès se termine par un non-lieu, grâce au soutien du cardinal Ottobono de Fieschi, le futur pape Adrien V. Il retourne à Greccio, où il continue une vie de prière et de labeur, et reçoit en 1285 la visite d'Ubertin de Casale. En 1289, Jean demande au pape Nicolas IV la permission d'aller en Orient pour travailler à la réconciliation des deux Églises. En cours de voyage, il est forcé de s'arrêter à Camerino, où il meurt le 19 mars. Béatifié en 1777 par le pape Pie VI, il est fêté le 20 mars.

## Évocations dans les arts
Dans son roman philosophique Spiridion, paru en 1839 et modifié en 1842, l'écrivaine française George Sand imagine l'histoire d'une hérésie secrète en partie inspirée par un exemplaire conservé du Liber Introductorius ad Evangilium Aeternum et par la doctrine de Joachim de Flore.